# Kinosternon creaseri
Kinosternon creaseri је гмизавац из реда корњача и фамилије Kinosternidae.

## Угроженост
Ова врста није угрожена, и наведена је као последња брига јер има широко распрострањење.

## Распрострањење
Ареал врсте је ограничен на једну државу. 
Мексико је једино познато природно станиште врсте.

## Станиште
Станишта врсте су мочварна и плавна подручја и слатководна подручја.